# Thunder (chanson)
Pour les articles homonymes, voir Thunder.
Singles de Imagine Dragons
Believer
(2017) Whatever It Takes
(2017)
Thunder (français: « Tonnerre ») est un single du groupe américain Imagine Dragons sorti le 27 avril 2017. La chanson est extraite de l'album Evolve.
En novembre 2018, le clip vidéo atteint le milliard de visionnages sur YouTube.

## Classements hebdomadaires
| Classement (2017–18)                    | Meilleure position |
| --------------------------------------- | ------------------ |
| Allemagne (Media Control AG)            | 2                  |
| Australie (ARIA)                        | 2                  |
| Autriche (Ö3 Austria Top 40)            | 2                  |
| Belgique (Flandre Ultratop 50 Singles)  | 4                  |
| Belgique (Wallonie Ultratop 50 Singles) | 6                  |
| Canada (Hot 100)                        | 4                  |
| Écosse (OCC)                            | 31                 |
| Espagne (PROMUSICAE)                    | 36                 |
| États-Unis (Hot 100)                    | 4                  |
| États-Unis (Pop Airplay)                | 1                  |
| États-Unis (Adult Pop Songs)            | 1                  |
| Finlande (Suomen virallinen lista)      | 17                 |
| France (SNEP)                           | 20                 |
| Hongrie (Rádiós Top 40)                 | 30                 |
| Irlande (IRMA)                          | 18                 |
| Italie (FIMI)                           | 5                  |
| Norvège (VG-lista)                      | 12                 |
| Nouvelle-Zélande (RMNZ)                 | 3                  |
| Pays-Bas (Nederlandse Top 40)           | 2                  |
| Pays-Bas (Single Top 100)               | 21                 |
| Pologne (ZPAV)                          | 2                  |
| Portugal (AFP)                          | 12                 |
| Royaume-Uni (UK Singles Chart)          | 20                 |
| Suède (Sverigetopplistan)               | 10                 |
| Suisse (Schweizer Hitparade)            | 2                  |

## Certifications
| Pays             | Organisme    | Certification | Seuil                                    |
| ---------------- | ------------ | ------------- | ---------------------------------------- |
| Allemagne        | BVMI         | 3 × Or        | 600 000                                  |
| Australie        | ARIA         | 2 × Platine   | 140 000                                  |
| Autriche         | IFPI Austria | 2 × Platine   | 60 000                                   |
| Belgique         | BEA          | 2 × Platine   | 60 000                                   |
| Canada           | Music Canada | 6 × Platine   | 480 000                                  |
| France           | SNEP         | Diamant       | 250 000 35 millions d'équivalent streams |
| Italie           | FIMI         | 4 × Platine   | 200 000                                  |
| Norvège          | IFPI Norge   | 2 × Platine   | 20 000                                   |
| Nouvelle-Zélande | RMNZ         | 2 × Platine   | 60 000                                   |
| Royaume-Uni      | BPI          | Platine       | 600 000                                  |